# Дорожная разметка в России
Доро́жная разме́тка Росси́йской Федера́ции — дорожная разметка, действующая в России. Установлена правилами дорожного движения. Соответствует Венской конвенции о дорожных знаках и сигналах. Подразделяется на горизонтальную и вертикальную разметки.

## История
Впервые дорожную разметку в России начали использовать с июня 1933 года в Москве: с целью организации дорожного движения нитрокраской стали наносить линии безопасности, названные «штуц-линии». Первая разметка была нанесена на проезжей части на Театральной площади, а также перекрестках улицы Петровка и улицы Неглинная с Кузнецким мостом. В течение двух лет разметку стали применять и в других городах страны. До 60-х годов не существовало четкой единой законодательной базы, регламентирующей нанесение разметки, пока в СССР не были введены единые правила движения. В 1975 году был издан первый основанный на международных соглашениях ГОСТ, касающийся вопросов дорожной разметки.

## Действующая дорожная разметка
Действующая разметка была определена[кем?] 30 июня 2015 года. Дорожная разметка соответствует ГОСТу Р 51256-99 и ГОСТу Р 52289-2004.
Последние изменения в правила, касающиеся разметки были внесены 30 октября 2017 года. Согласно им в 2018 году в России официально появится новая разметка жёлтого цвета («вафельница»), запрещающая выезд на перекрёсток с затором. На дорогах Москвы она уже применяется.
Современная дорожная разметка бывает двух видов — горизонтальная и вертикальная.

### Горизонтальная разметка
Горизонтальная разметка (линии, стрелы, надписи и другие обозначения на проезжей части) устанавливает определенные режимы и порядок движения либо содержит иную информацию для участников дорожного движения.
Горизонтальная разметка может быть постоянной или временной. Постоянная разметка имеет белый цвет, кроме линий 1.4, 1.10, 1.17 и 1.26 желтого цвета, временная - оранжевый цвет.
| Номер разметки | Изображение | Пояснение |
| -------------- | ----------- | --- |
| 1.1            |             | Разделяет транспортные потоки противоположных направлений и обозначает границы полос движения в опасных местах на дорогах; обозначает границы проезжей части, на которые въезд запрещен; обозначает границы стояночных мест транспортных средств. |
| 1.2            |             | (Сплошная линия) — обозначает край проезжей части. |
| 1.3            |             | Разделяет транспортные потоки противоположных направлений на дорогах, имеющих четыре полосы движения и более. |
| 1.4            |             | Обозначает места, где запрещена остановка. Применяется самостоятельно или в сочетании со знаком 3.27 и наносится у края проезжей части или по верху бордюра. |
| 1.5            |             | Разделяет транспортные потоки противоположных направлений на дорогах, имеющих две или три полосы; обозначает границы полос движения при наличии двух и более полос, предназначенных для движения в одном направлении. |
| 1.6            |             | (Линия приближения — прерывистая линия, у которой длина штрихов в 3 раза превышает промежутки между ними) — предупреждает о приближении к разметке 1.1 или 1.11, которая разделяет транспортные потоки противоположных или попутных направлений. |
| 1.7            |             | (Прерывистая линия с короткими штрихами и равными им промежутками) — обозначает полосы движения в пределах перекрестка. Применяется для разметки зоны парковки. |
| 1.8            |             | (Широкая прерывистая линия) — обозначает границу между полосой разгона или торможения и основной полосой проезжей части (на перекрестках, пересечениях дорог на разных уровнях, в зоне автобусных остановок и тому подобное). |
| 1.9            |             | Обозначает границы полос движения, на которых осуществляется реверсивное регулирование; разделяет транспортные потоки противоположных направлений (при выключенных реверсивных светофорах) на дорогах, где осуществляется реверсивное регулирование. |
| 1.10           |             | Обозначает места, где запрещена стоянка. Применяется самостоятельно или в сочетании со знаком 3.28 и наносится у края проезжей части или по верху бордюра. |
| 1.11           |             | Разделяет транспортные потоки противоположных или попутных направлений на участках дорог, где перестроение разрешено только из одной полосы; обозначает места, предназначенные для разворота, въезда и выезда со стояночных площадок и тому подобного, где движение разрешено только в одну сторону. |
| 1.12           |             | (Стоп — линия) — указывает место, где водитель должен остановиться при наличии знака 2.5 или при запрещающем сигнале светофора (регулировщика). |
| 1.13           |             | Указывает место, где водитель должен при необходимости остановиться, уступая дорогу транспортным средствам, движущимся по пересекаемой дороге. |
| 1.14.1         |             | («Зебра») — обозначает пешеходный переход; стрелы разметки 1.14.2 указывают направление движения пешеходов. |
| 1.14.2         |             | («Зебра») — обозначает пешеходный переход; стрелы разметки 1.14.2 указывают направление движения пешеходов. |
| 1.15           |             | Обозначает место, где велосипедная дорожка пересекает проезжую часть. |
| 1.16.1         |             | обозначает островки, разделяющие транспортные потоки противоположных направлений; |
| 1.16.2         |             | обозначает островки, разделяющие транспортные потоки одного направления; |
| 1.16.3         |             | обозначает островки в местах слияния транспортных потоков; |
| 1.17           |             | Обозначает места остановок маршрутных транспортных средств и стоянки такси. |
| 1.18           |             | Указывает разрешенные на перекрестке направления движения по полосам. Применяется самостоятельно или в сочетании со знаками 5.15.1, 5.15.2; разметка с изображением тупика наносится для указания того, что поворот на ближайшую проезжую часть запрещен; разметка, разрешающая поворот налево из крайней левой полосы, разрешает и разворот.                                                                        |
| 1.19           |             | Предупреждает о приближении к сужению проезжей части (участку, где уменьшается количество полос движения в данном направлении) или к линиям разметки 1.1 или 1.11, разделяющим транспортные потоки противоположных направлений. В первом случае разметка 1.19 может применяться в сочетании со знаками 1.20.1 — 1.20.3.                                                                                              |
| 1.20           |             | Предупреждает о приближении к разметке 1.13. |
| 1.21           |             | (Надпись «СТОП») — предупреждает о приближении к разметке 1.12, когда она применяется в сочетании со знаком 2.5. |
| 1.22           |             | Указывает номер дороги (маршрута). |
| 1.23.1         |             | Обозначает специальную полосу для маршрутных транспортных средств. |
| 1.23.2         |             | Обозначает пешеходную дорожку или пешеходную сторону велопешеходной дорожки. |
| 1.23.3         |             | Обозначает велосипедную дорожку, велосипедную сторону велопешеходной дорожки или полосу для велосипедистов. |
| 1.24.1         |             | Дублирует соответствующие дорожные знаки. Разметка 1.24.4 может применяться самостоятельно. |
| 1.24.2         |             | Дублирует соответствующие дорожные знаки. Разметка 1.24.4 может применяться самостоятельно. |
| 1.24.3         |             | Дублирует соответствующие дорожные знаки. Разметка 1.24.4 может применяться самостоятельно. |
| 1.24.4         |             | Дублирует соответствующие дорожные знаки. Разметка 1.24.4 может применяться самостоятельно. |
| 1.24.5         |             | Дублирует соответствующие дорожные знаки. Разметка 1.24.4 может применяться самостоятельно. |
| 1.25           |             | Обозначает искусственную неровность на проезжей части. |
| 1.26           |             | Обозначает участок перекрестка, на который запрещается выезжать, если впереди по пути следования образовался затор, который вынудит водителя остановиться, создав препятствие для движения транспортных средств в поперечном направлении, за исключением поворота направо или налево в случаях, установленных настоящими Правилами. Разметка может применяться самостоятельно либо совместно с дорожным знаком 1.35. |

Линии 1.1, 1.2 и 1.3 пересекать запрещается.
Линию 1.2 допускается пересекать для остановки транспортного средства на обочине и при выезде с неё в местах, где разрешена остановка или стоянка.
Линии 1.5 — 1.8 пересекать разрешается с любой стороны.
Линию 1.9 при отсутствии реверсивных светофоров или когда они отключены разрешается пересекать, если она расположена справа от водителя; при включенных реверсивных светофорах — с любой стороны, если она разделяет полосы, по которым движение разрешено в одном направлении. При отключении реверсивных светофоров водитель должен немедленно перестроиться вправо за линию разметки 1.9.
Линию 1.9, разделяющую транспортные потоки противоположных направлений, при выключенных реверсивных светофорах пересекать запрещается.
Линию 1.11 разрешается пересекать со стороны прерывистой, а также и со стороны сплошной, но только при завершении обгона или объезда.
В случаях, когда значения дорожных знаков, в том числе временных, и линий горизонтальной разметки противоречат друг другу либо разметка недостаточно различима, водители должны руководствоваться дорожными знаками. В случаях, когда линии временной разметки и линии постоянной разметки противоречат друг другу, водители должны руководствоваться линиями временной разметки.

### Вертикальная разметка
Вертикальная разметка в виде сочетания черных и белых полос на дорожных сооружениях и элементах оборудования дорог показывает их габариты и служит средством зрительного ориентирования. Вертикальная разметка:
| Номер разметки | Изображение | Пояснение |
| -------------- | ----------- | --- |
| 2.1.1          |             | Обозначают элементы дорожных сооружений (опор мостов, путепроводов, торцовых частей парапетов и тому подобного), когда эти элементы представляют опасность для движущихся транспортных средств. |
| 2.1.2          |             | Обозначают элементы дорожных сооружений (опор мостов, путепроводов, торцовых частей парапетов и тому подобного), когда эти элементы представляют опасность для движущихся транспортных средств. |
| 2.1.3          |             | Обозначают элементы дорожных сооружений (опор мостов, путепроводов, торцовых частей парапетов и тому подобного), когда эти элементы представляют опасность для движущихся транспортных средств. |
| 2.2            |             | Обозначает круглые тумбы, установленные на разделительных полосах или островках безопасности.                                                                                                   |
| 2.3            |             | Обозначает нижний край пролетного строения тоннелей, мостов и путепроводов. |
| 2.4            |             | Обозначает направляющие столбики, надолбы, опоры ограждений и тому подобное. |
| 2.5            |             | Обозначает боковые поверхности ограждений дорог на закруглениях малого радиуса, крутых спусках, других опасных участках.                                                                        |
| 2.6            |             | Обозначает боковые поверхности ограждений дорог на других участках. |
| 2.7            |             | Обозначает бордюры на опасных участках и возвышающиеся островки безопасности. |